# Alyssa Diaz
Alyssa Elaine Diaz (Los Angeles, 7 september 1985) is een Amerikaanse actrice.

## Biografie
Diaz werd geboren in de wijk Northridge van Los Angeles met een Colombiaanse en Mexicaanse achtergrond in een gezin van twee kinderen. Zij doorliep de high school aan de Bishop Alemany High School in Los Angeles County.

## Filmografie

### Films
Uitgezonderd korte films.
- 2022 Ray Donovan: The Movie - als Teresa
- 2021 Batman: The Long Halloween, Part Two - als Renee Montoya (stem)
- 2019 The Way We Weren't - als Rita
- 2018 Parallel - als Carmen
- 2015 Other People's Children - als Trina
- 2012 Red Dawn - als Julie
- 2011 Shark Night 3D - als Maya
- 2010 The Jensen Project - als Samantha
- 2009 Ben 10: Allen Swarm - als Elena Validus
- 2008 Oh Baby! - als Maria
- 2006 Sixty Minute Man - als Brogie
- 2005 How the Garcia Girls Spent Their Summer - als Rose

### Televisieseries
Uitgezonderd eenmalige gastrollen.
- 2018-2023 The Rookie - als Angela Lopez - 125 afl.
- 2022 The Rookie: Feds - als Angela Lopez - 2 afl.
- 2016-2019 NCIS: Los Angeles - als Jasmine Garcia - 3 afl.
- 2015-2018 Ray Donovan - als Teresa - 24 afl.
- 2018 Narcos: Mexico - als Mika Camarena - 10 afl.
- 2018 Life Sentence - als Kayla - 3 afl.
- 2016-2017 Frequency - als Miracella Corrado - 3 afl.
- 2015-2017 Zoo - Als Dariela - 26 afl.
- 2014 The Bridge - als Lucy - 3 afl.
- 2014 The Last Ship - als kwartiermeester Rios - 2 afl.
- 2012-2013 Army Wives - als Gloria - 30 afl.
- 2012 The Vampire Diaries - als Kim - 4 afl.
- 2011 The Nine Lives of Chloe King - als Jasmine - 10 afl.
- 2009-2010 Southland - als Mercedes Moretta - 3 afl.
- 2005 As the World Turns - als Celia Ortega - 56 afl.

- International Standard Name Identifier: 0000 0003 5737 8111
- Library of Congress Control Number: no2011153327
- Nederlandse Thesaurus van Auteursnamen: 429982976
- Virtual International Authority File: 187151701
- WorldCat: E39PBJg8JQRQqKMRtHjwqBqG73